# Rikarja vas, Žitara vas
Rikarja vas (nemško Rückersdorf) je naselje v Občini Žitara vas v Okraju Velikovec na Koroškem v Avstriji.